# بنيجاميم أفو
بنيجاميم أفو مواليد 27 أبريل 1965 في لواندا، هو لاعب كرة سلة أنغولي سابق. مثّل منتخب بلاده. شارك في دورة الألعاب الأولمبية الصيفية سنة 1992. حقق المركز الأول في بطولة أمم أفريقيا لكرة السلة 1992.

## سجل المنافسة
شارك في المنافسات التالية:
- الألعاب الأولمبية الصيفية 1996
- الألعاب الأولمبية الصيفية 1992

## الميداليات
| الميدالية | المسابقة                          |
| --------- | --------------------------------- |
| ذهبية     | بطولة أمم أفريقيا لكرة السلة 1992 |
| ذهبية     | بطولة أمم أفريقيا لكرة السلة 1993 |
| ذهبية     | بطولة أمم أفريقيا لكرة السلة 1995 |
| برونزية   | بطولة أمم أفريقيا لكرة السلة 1997 |

## روابط خارجية
- بنيجاميم أفو على موقع الاتحاد الدولي لكرة السلة (الإنجليزية)
- بنيجاميم أفو على موقع الاتحاد الدولي لكرة السلة (الإنجليزية)
- بنيجاميم أفو على موقع كرة السلة الأوروبية.كوم (الإنجليزية)
- بنيجاميم أفو على موقع ريلجم (الإنجليزية)
- بنيجاميم أفو على موقع بروبوليرز (الإنجليزية)
- بنيجاميم أفو على موقع سبورتس رفرنس (الإنجليزية)
- بنيجاميم أفو على موقع أوليمبيديا (الإنجليزية)